# Trichomycterus mimosensis
Trichomycterus mimosensis is een straalvinnige vissensoort uit de familie van de parasitaire meervallen (Trichomycteridae). De wetenschappelijke naam van de soort is voor het eerst geldig gepubliceerd in 2013 door Barbosa.